# تيا صبحي
تيا صبحي (7 فبراير 2003 - الولايات المتحدة الأمريكية) هي لاعبة جمباز إيقاعي مصرية، حاصلة على الميدالية الذهبية في بطولات إفريقيا للجمباز الإيقاعي 2016، 2018 و2020 وهي أحد أعضاء المنتخب الوطني الأول للجمباز الإيقاعي.

## مسيرتها الرياضية
بدأت تيا ممارسة الجمباز الإيقاعي في عمر الثالثة بعد انضمامها لنادي الجزيرة الرياضي حيث مثلت النادي فيما بعد في المنافسات المحلية والدولية.
في عام 2016، شاركت في أحداث المجموعات للناشئين في بطولة إفريقيا للجمباز الإيقاعي 2016 المقامة في ولفس بي، ناميبيا واستطاعت الفوز بثلاث ميداليات ذهبية في منافسات الطوق والكرة ومنافسات الكرة + الطوق.
في عام 2018، شاركت في منافسات الناشئين في بطولة إفريقيا للجمباز الإيقاعي 2016 والتي أقيمت في القاهرة، فازت خلال البطولة بأربعة ميداليات ذهبية في منافسات الفرق والشامل وكل من منافسات الكرة والشريط، كما فازت بفضيتين في كل من منافسات الطوق والصولجان والذي أهلها للمشاركة في الألعاب الأولمبية الصيفية للشباب 2018.
في عام 2020، شاركت في منافسات المجموعات في بطولة إفريقيا للجمباز الإيقاعي المقامة في مدينة شرم الشيخ، فازت خلال البطولة بثلاث ميداليات ذهبية في منافسات الشامل والكرة ومنافسات الطوق + الصولجان.

## المشاركة الأولمبية
| طوكيو 2020 | لجين إسلام بولينا فودة سلمى صالح ملك سليم تيا صبحي | مجموعات | 36.300 | 33.050 | 69.350 | 13 | لم يتأهلن | لم يتأهلن | لم يتأهلن | لم يتأهلن | لم يتأهلن | لم يتأهلن |